# شيرلي أوينز
شيرلي أوينز (بالإنجليزية: Shirley Owens)‏ هي مغنية أمريكية، ولدت في 10 يونيو 1941 في هندرسون في الولايات المتحدة.

## وصلات خارجية
- شيرلي أوينز على موقع ميوزك برينز (الإنجليزية)
- شيرلي أوينز على موقع ميوزك برينز (الإنجليزية)
- شيرلي أوينز على موقع قاعدة بيانات برودواي على الإنترنت (الإنجليزية)
- شيرلي أوينز على موقع ديسكوغز (الإنجليزية)